# 吉马拉尼亚
吉马拉尼亚是巴西米纳斯吉拉斯州的一个市镇。总面积370.807平方公里，总人口6946人，人口密度18.7人/平方公里。